# 曹三祝
曹三祝（？—1853年），河南陝州直隸州（今河南三门峡市陝县）太陽里人。清朝軍事人物，同武進士出身。官至福建福寧鎮總兵，兼署漳州鎮。咸豐三年（1853年），鎮壓小刀會反清起事，兵敗被殺。

## 生平
曹三祝狀貌魁梧，道光元年（1821年）辛巳科武舉人，道光三年癸未科武殿試三甲進士，授官藍翎侍衛。外放福州都司，歷升遊擊、參將、副將，道光二十六年（1846年）升陝西河州鎮總兵。同年調任福建建甯鎮總兵。道光三十年（1850年），調署漳州鎮總兵。咸豐三年（1853年），漳州小刀會起事反清，曹三祝率所部鎮壓，寡不敵眾，力不能支。危急時，曹三祝吟誦出「男兒不負君恩義，死在沙場是善終」成句，罵不絕口，被敵所殺。福建巡撫王懿德將其事蹟上報，朝廷降旨交部從優撫恤。兵部、禮部擬定，以提督例賜銀兩祭葬，賞騎都尉兼一雲騎尉世職，襲次完時給予恩騎尉，世襲罔替。入祀京師昭忠祠，陝州及漳州府昭忠祠也並行祭祀。文宗親賜諡號襄慤。同治《增直隸陝州志》載其傳。

## 外部連結
- 曹三祝 （页面存档备份，存于） 資料連結 中研院史語所